# Tuomijärvi (sjö i Rovaniemi, Lappland)
Tuomijärvi är en sjö i kommunen Rovaniemi i landskapet Lappland i Finland. Arean är 49 hektar och strandlinjen är 3,51 kilometer lång. Sjön  ingår i Kemi älvs huvudavrinningsområde.   Den ligger omkring 11 kilometer väster om Rovaniemi och omkring 700 kilometer norr om Helsingfors. 